# Iglesia de San Atanasio (La Villa de Los Santos)
La Iglesia de San Atanasio es un templo católico de estilo colonial, situado en La Villa de Los Santos en la provincia homónima en la república de Panamá. Fundada en 1569, fue declarada Patrimonio Histórico Nacional en 1938. Se encuentra en el centro de la ciudad, junto al Parque Simón Bolívar y frente al Museo de la Nacionalidad. 
La iglesia tiene un altar mayor de estilo barroco. Esta guarda imágenes y pinturas religiosas de la época colonial, como una imagen de la Santísima Trinidad en la nave principal y un lienzo del Juicio Final, en el que un aguerrido San Miguel, vestido como los arcángeles quiteños, levanta su espada contra minúsculos demonios que arrastran las almas hacia las fauces de un gran monstruo.

## Historia
La Iglesia de San Atanasio fue fundada en 1569 por Francisco de Ábrego, el obispo de Panamá en aquel entonces. La primera piedra en su construcción fue puesta entre los años 1556 y 1559. Esta es considerada como la primera iglesia de Azuero y sirvió de base para los sacerdotes que participaron en la evangelización de los asentamientos de la región, como Las Tablas, Pesé o Pocrí.

### Papel en la independencia de Panamá de España
José María Correoso, quien fungió como sacerdote de la iglesia desde 1811 hasta 1823, apoyó los movimientos separatistas que se gestaron en el lugar en 1821, encaminados a lograr la independencia de Panamá de España. Otros sacerdotes de esta iglesia y de la región promovieron la aceptación de los propósitos proclamados en 1821.

## Celebración del Corpus Christi
Cada año, esta iglesia sirve de centro para la celebración del Corpus Christi. Aunque se trata de una celebración netamente religiosa, en la Villa de Los Santos esta tiene también un carácter folclórico. Además de la tradicional procesión, en la Villa de Los Santos se realiza una representación teatral de la batalla entre el Arcángel Miguel contra el diablo, combinada con numerosas danzas folclóricas que parecen tener su origen en la cultura mexicana.

## Arquitectura

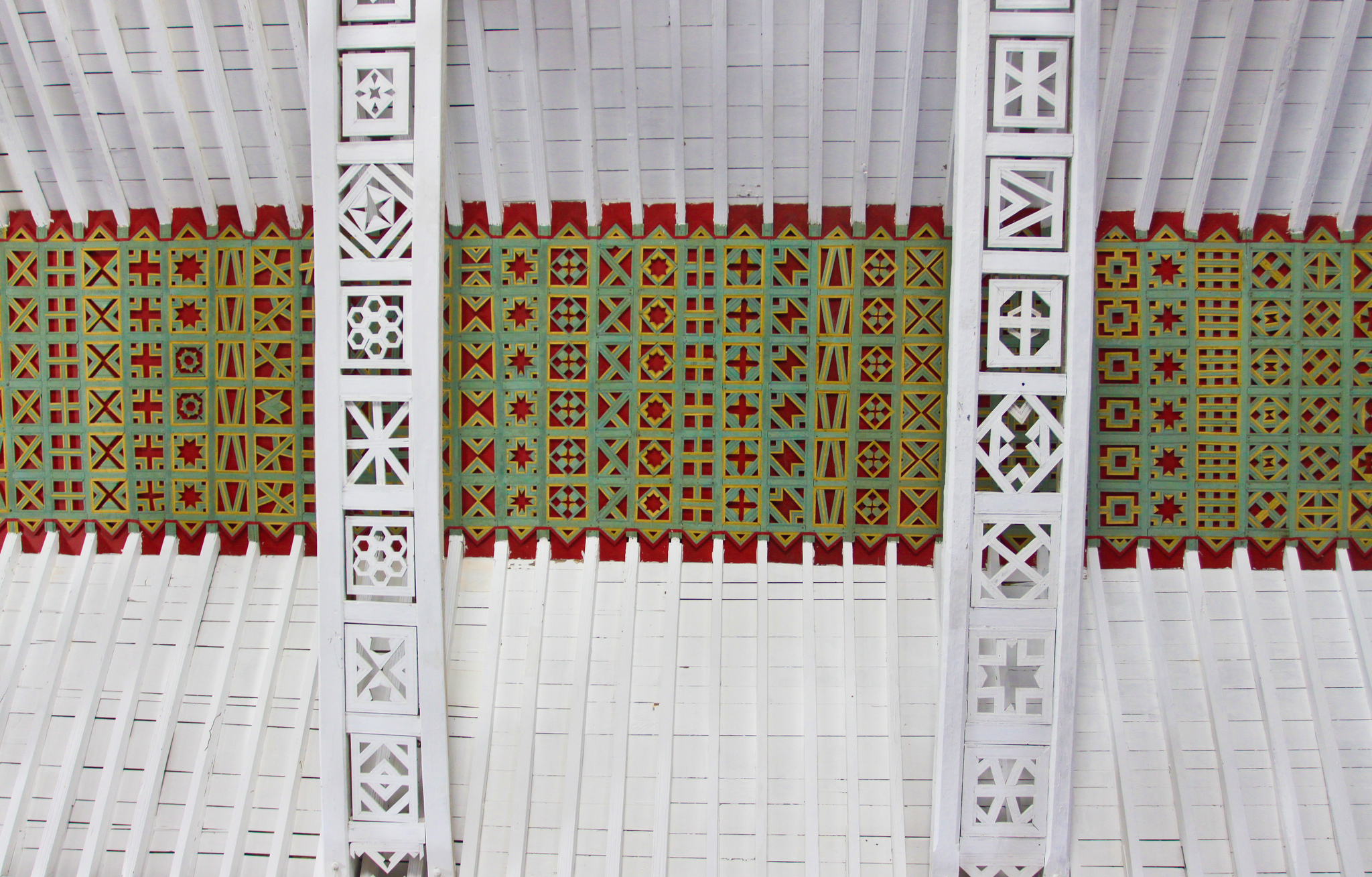
Vista de la armadura de la nave principal en par y nudillos.

Construida al estilo colonial español, estilo arquitectónico introducido desde la península ibérica por los colonos españoles, domina el artesonado que tuvo un gran desarrollo entre los siglos xiii y xv en España; en la iglesia de San Atanasio, destaca la armadura de par y nudillos y con un altar barroco. 
La enjuta del arco triunfal que da acceso al bresbiterio está decorado con arabesco.

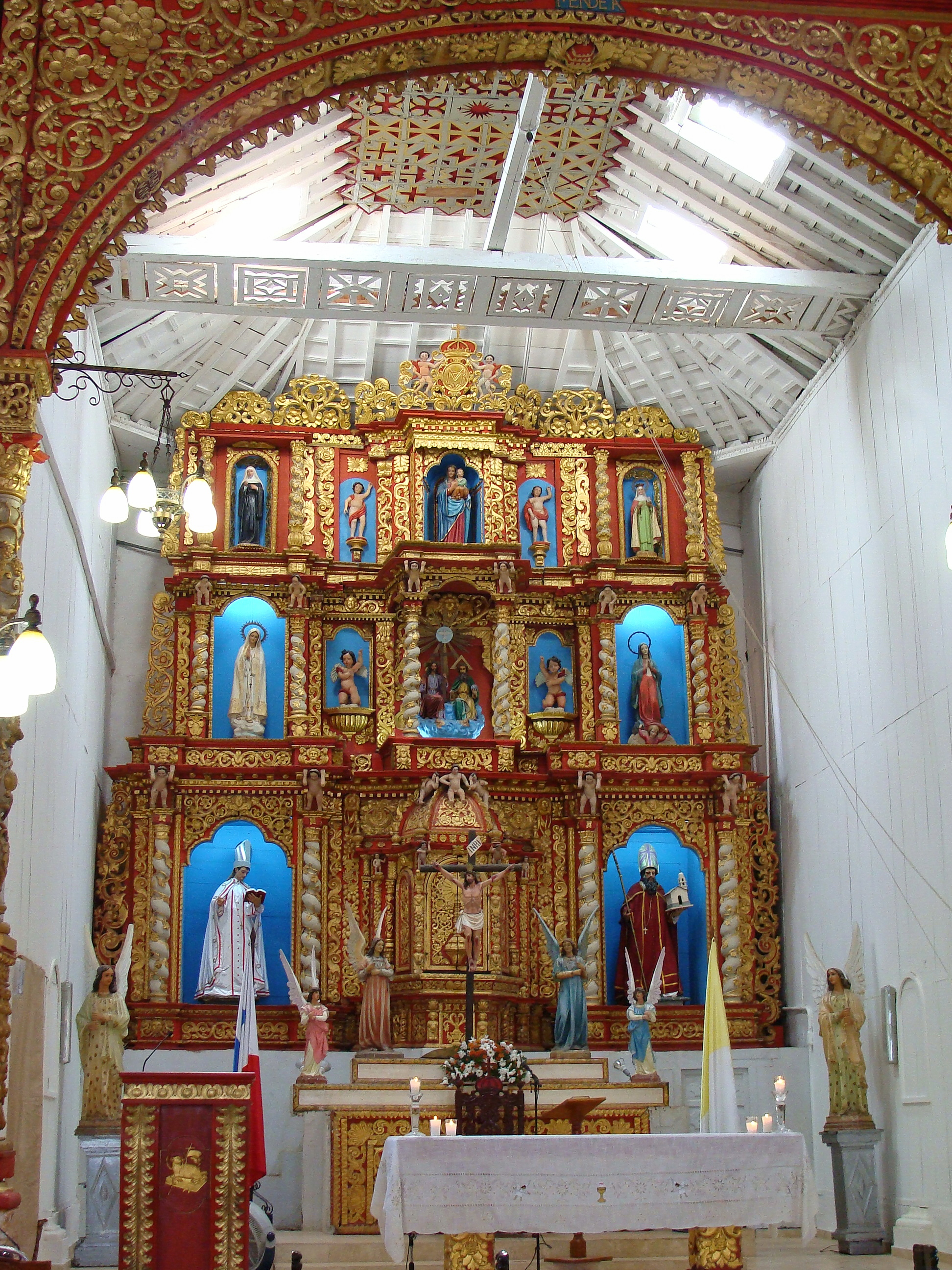
Altar barroco. Nótese el arabesco en la enjuta del arco triunfal.